# Quarante-cinq Papas
Pour plus de détails, voir Fiche technique et Distribution.
Quarante-cinq Papas (titre original : 45 Fathers) est un film américain noir et blanc réalisé par James Tinling, sorti en 1937.

## Synopsis
Le règlement du club "Rod & Gun Club" stipule que, au décès d'un membre, ses enfants mineurs devront être adoptés par l'ensemble des membres du Club si aucun membre de la famille du défunt ne se manifeste pour récupérer les enfants. C'est ainsi que la pétillante petite Jane, devenue orpheline, est adoptée collectivement par le Club. Malheureusement, tous les membres du club sont des vieux schnocks. Jane s'installe chez l'un d'entre eux, Bunny, qui héberge déjà son neveu, le gentil Roger. La fillette chante et danse et aide comme elle le peut. Roger a une petite amie, Elizabeth, qui court après l'argent et a des vues sur la fortune du vieil oncle.

## Fiche technique
- Titre : Quarante-cinq Papas
- Titre original : 45 Fathers
- Réalisation : James Tinling
- Assistant-réalisateur : Jasper Blystone
- Scénario : Frances Hyland (en), Albert Ray d'après le roman de Mary Bickell
- Photographie : Harry Jackson
- Montage : Alex Troffey (en)
- Musique : Samuel Kaylin (en)
- Direction artistique : Albert Hogsett
- Décors :
- Costumes : Herschel McCoy
- Son : W.D. Flick, Harry M. Leonard (en)
- Cascades : Chick Collins, Betty Danko
- Producteur : John Stone (en)
- Producteur exécutif : Sol M. Wurtzel
- Société de production et de distribution : Twentieth Century Fox
- Pays d'origine :  États-Unis
- Langue d'origine : anglais américain
- Format : noir et blanc — 35 mm — 1,37:1 — son : mono (Western Electric Mirrophonic Recording)
- Genre : comédie familiale
- Durée : 70 minutes (1 h 10)
- Dates de sortie : 
  -  États-Unis : 26 novembre 1937
  -  Suède : 18 avril 1938
  -  France : 5 janvier 1940

## Distribution
- Jane Withers : Judith Frazier
- Thomas Beck : Roger Farragut
- Louise Henry (en) : Elizabeth Carter
- Richard Carle : Bunny Carothers
- Nella Walker : Mme Carter
- Andrew Tombes : le juge
- Leon Ames : Vincent
- Sammy Cohen (en) : prof. Ziska
- George Givot : prof. Bellini
- Ruth Warren : Sarah
- Hattie McDaniel : Beulah
- Romaine Callender : Hastings
- Frank Reicher : Prentiss
- Davison Clark : le shérif